# Escalación del costo
La escalación del costo está definida como los cambios en el costo o precio de bienes o servicios específicos en una economía en un período de tiempo. Esto es similar a los conceptos de inflación y  deflación excepto en que la escalación es específico a un ítem o clase de ítems (no general como en la naturaleza), a menudo no es controlado principalmente por la disponibilidad del dinero, y tiende a ser menos sostenido. Mientras que la escalación incluye la inflación general relacionada con la disponibilidad de dinero, también es controlada por los cambios en la tecnología, las prácticas y particularmente los desequilibrios entre la demanda y la oferta que son específicas al bien o servicio en una economía dada. Por ejemplo, mientras la inflación general (por ejemplo, el índice de precios al consumidor) en Estados Unidos era de menos del 5% en el período 2003 - 2007, los precios del acero se incrementaron (escalaron) en más del 50% debido al desequilibrio entre la oferta y la demanda. La escalación del costo puede contribuir al sobrecosto de un proyecto pero no es sinónimo de este.
Sobre largos períodos de tiempo, a medida que los desequilibrios entre la oferta y la demanda en el mercado son corregidos, la escalación tenderá a ser parecida a la inflación a menos que existan cambios sostenidos de eficiencia o tecnología en el mercado.
Usualmente la escalación es calculada al examinar los cambios en las medidas de  índices de precios para un bien o servicio. La escalación futura puede ser pronosticada usando la econometría. Desafortunadamente, debido a que la escalación (a diferencia de la inflación) puede ocurrir en un micro mercado puede ser difícil de medir con encuestas, haciendo que los índices sean difíciles de encontrar. Por ejemplo, la  Oficina de Estadísticas Laborales tiene un índice de precios para los salarios y compensaciones en la construcción (lo que es el costo del trabajo del contratista de la construcción), pero no tiene nada para los precios que los propietarios deben pagar al contratista de la construcción por sus servicios.
Su uso en la ingeniería de costos y en la gestión de proyectos, tanto la escalación como el costo de contingencia son considerados riesgos de financiamiento, que deberían ser incluidos en los presupuestos y estimaciones del proyecto. Cuando la escalación es mínima, alguna veces es estimada junto con la contingencia. Sin embargo, esto no es una buena práctica, particularmente cuando la escalación es significativa.